# 近江八幡站
近江八幡站（日语：／ Ōmi-hachiman eki */?）位於日本滋賀縣近江八幡市，是西日本旅客鐵道（JR西日本）與近江鐵道所共用的一個鐵路車站。

## 車站結構

### JR西日本
本站為側式月台1面1線與島式月台1面2線，合計2面3線的地面車站，設有跨站式站房。

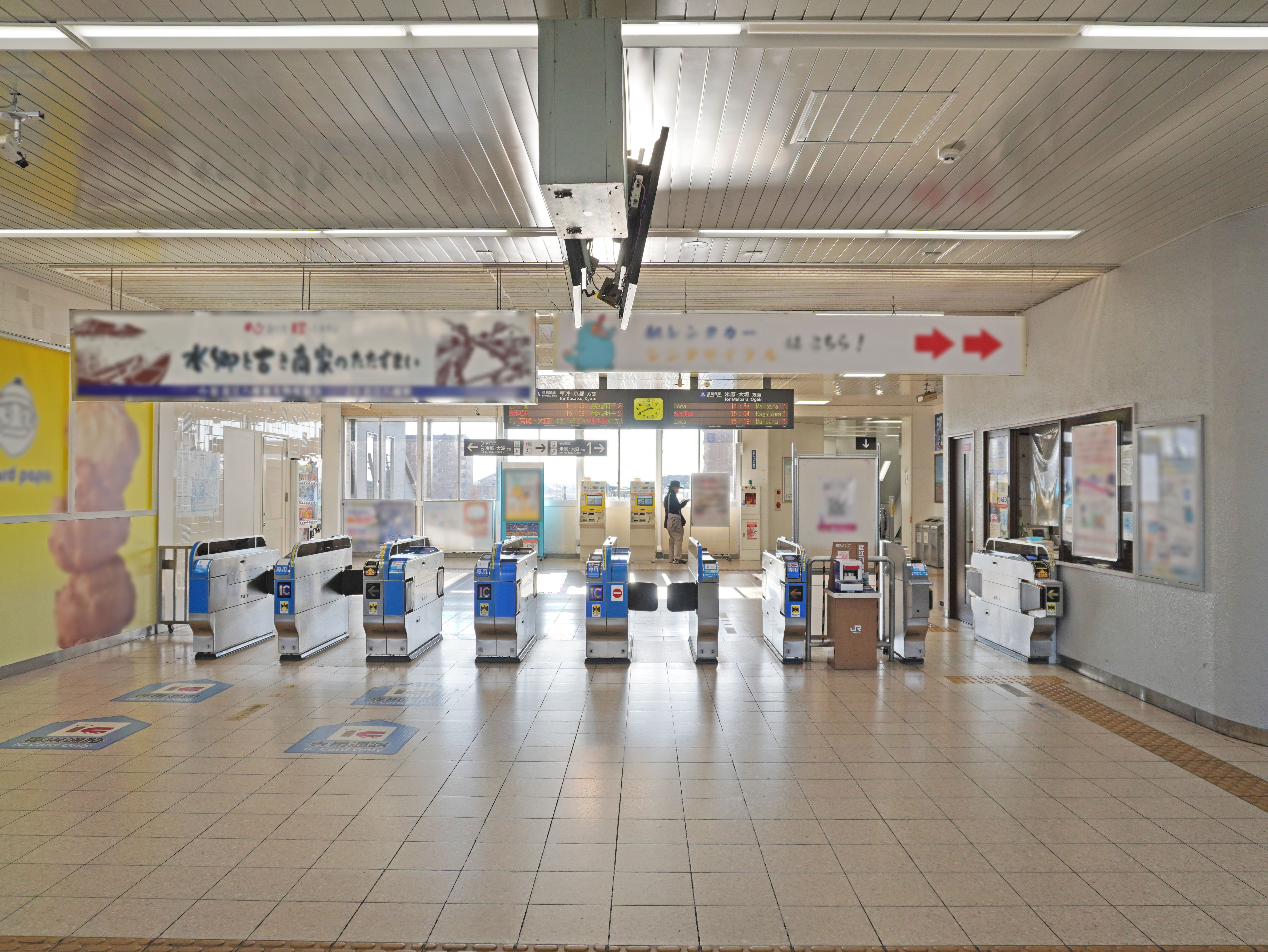
驗票口（2022年12月）

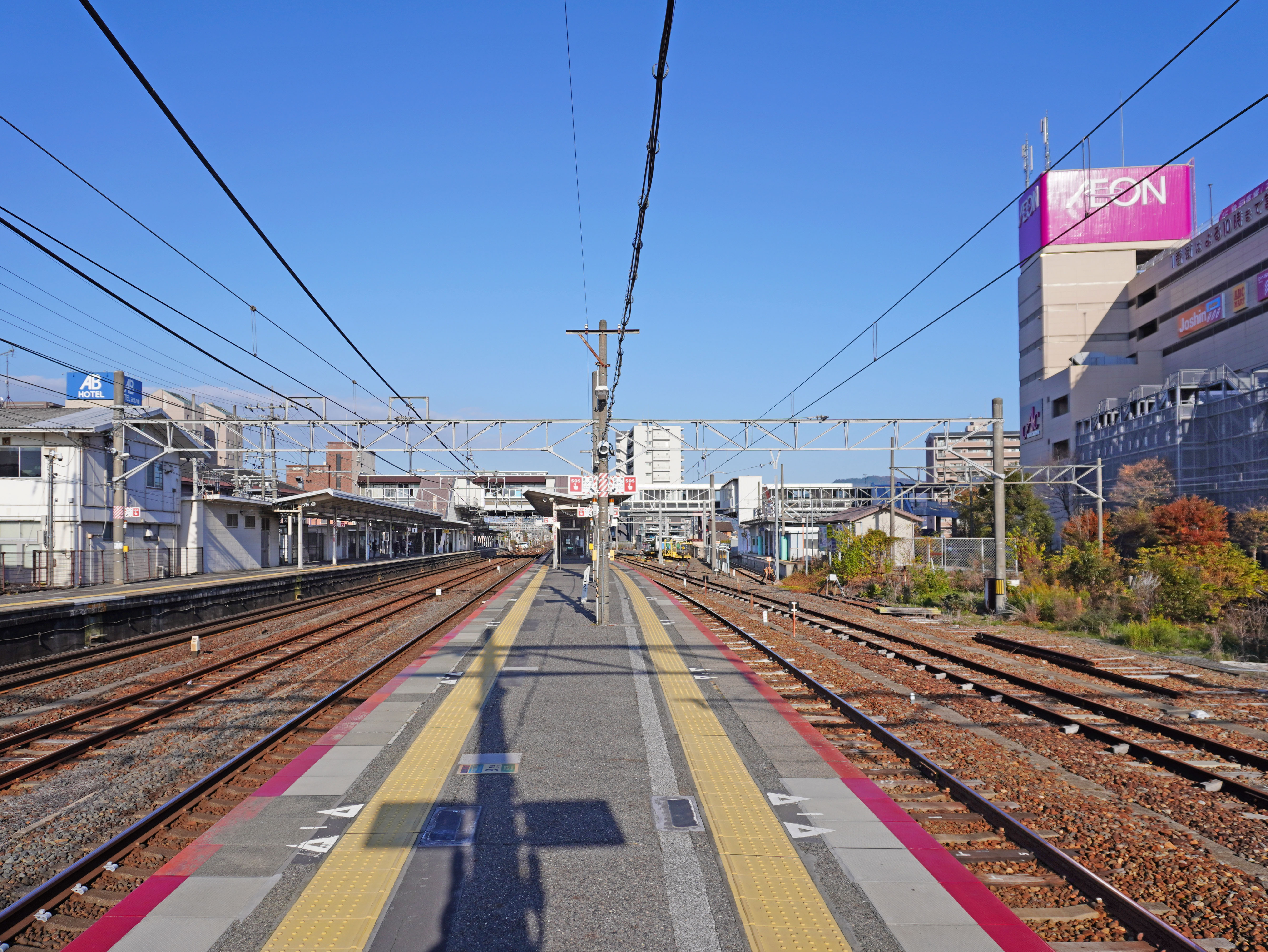
月台（2022年12月）

#### 月台配置
| 月台 | 路線     | 方向 | 目的地               |
| ---- | -------- | ---- | -------------------- |
| 1    | 琵琶湖線 | 上行 | 米原、長濱、大垣方向 |
| 2、3 | 琵琶湖線 | 下行 | 草津、京都、大阪方向 |

### 近江鐵道

#### 月台配置
| 月台 | 路線      | 目的地                 |
| ---- | --------- | ---------------------- |
| 1、2 | ■八日市線 | 八日市、彥根、米原方向 |

## 使用情況

### JR西日本
根據「滋賀縣統計書」，1992年以後每年1日平均上車人次如下表。
在2018年度，1日平均上車人次為18,121人。此為滋賀縣內JR線車站當中，與同屬東海道本線的石山站排行第4位，琵琶湖線路線當中的複線路段（草津以北）當中最多。
| 年度   | 1日平均 上車人次 | 來源   |
| ------ | ---------------- | ------ |
| 1992年 | 16,212           | [ 5 ]  |
| 1993年 | 16,472           | [ 6 ]  |
| 1994年 | 16,564           | [ 7 ]  |
| 1995年 | 17,040           | [ 8 ]  |
| 1996年 | 17,153           | [ 9 ]  |
| 1997年 | 16,748           | [ 10 ] |
| 1998年 | 16,515           | [ 11 ] |
| 1999年 | 16,180           | [ 12 ] |
| 2000年 | 16,438           | [ 13 ] |
| 2001年 | 16,482           | [ 14 ] |
| 2002年 | 16,185           | [ 15 ] |
| 2003年 | 16,453           | [ 16 ] |
| 2004年 | 16,806           | [ 17 ] |
| 2005年 | 17,153           | [ 18 ] |
| 2006年 | 17,602           | [ 19 ] |
| 2007年 | 17,609           | [ 20 ] |
| 2008年 | 17,476           | [ 21 ] |
| 2009年 | 16,879           | [ 22 ] |
| 2010年 | 16,997           | [ 23 ] |
| 2011年 | 17,135           | [ 24 ] |
| 2012年 | 17,320           | [ 25 ] |
| 2013年 | 17,705           | [ 4 ]  |
| 2014年 | 17,479           | [ 26 ] |
| 2015年 | 17,948           | [ 27 ] |
| 2016年 | 17,972           | [ 28 ] |
| 2017年 | 17,868           | [ 29 ] |
| 2018年 | 18,121           | [ 2 ]  |

### 近江鐵道
2015年度1日平均上車人次為2,652人。
此站為近江鐵道車站使用人數最多。第2為八日市站。
近年的1日平均上車人次推移如下表。（根據近江八幡市統計書）
| 年度   | 1日平均 上車人次 |
| ------ | ---------------- |
| 2004年 | 2,311            |
| 2005年 | 2,311            |
| 2006年 | 2,379            |
| 2007年 | 2,348            |
| 2008年 | 2,371            |
| 2009年 | 2,301            |
| 2010年 | 2,444            |
| 2011年 | 2,500            |
| 2012年 | 2,513            |
| 2013年 | 2,537            |
| 2014年 | 2,564            |
| 2015年 | 2,652            |

## 車站鄰近設施

### 北口
- 近江八幡市公所
- 近江八幡警察署
- 近江八幡市文化會館
- 近江八幡市立總合醫療中心
- 近江八幡商工會議所
- 滋賀縣立八幡高等學校
- 滋賀縣立八幡商業高學学校
- 近江八幡市立桐原東小學校
- 近江八幡郵便局
- 近江八幡鷹飼郵便局
- 滋賀銀行八幡站前支店
- びわこ銀行八幡站前支店
- 平和堂近江八幡店
- アル・プラザ近江八幡
- 麥當勞近江八幡店
- たねや本店
- グリーンホテルYES近江八幡
- ホテルニューオウミ
- ホテルはちまん

### 南口
- マイカルタウン近江八幡（サティ/マイカル近江八幡/ワーナー・マイカル・シネマズ）
  - びわこ銀行八幡南出張所
  - 麥當勞近江八幡サティ店
- 近江八幡安全教育中心
- 日本カーボン滋賀工廠・研究所
- 關西電氣保安協會近江八幡技術中心
- コナミスポーツクラブ近江八幡
- 滋賀縣立八幡工業高等學校
- 近江八幡市立八幡東中學校

## 相鄰車站
西日本旅客鐵道（JR西日本）
 琵琶湖線（東海道本線）
- 特急「琵琶湖特快」停車站

■新快速
能登川（JR-A17）－近江八幡（JR-A19）－野州（JR-A21）
■普通（過京都或高槻以西變為快速列車，部分班次過野洲以西變成新快速列車）
安土（JR-A18）－近江八幡（JR-A19）－篠原（JR-A20）
近江鐵道
■八日市線（萬葉茜線）
武佐（OR20）－近江八幡（OR21）

## 外部連結
- 近江八幡｜車站資訊：JR出門網 - 西日本旅客鐵道
- 近江八幡站（近江鐵道） （页面存档备份，存于）